# 미국 1달러 지폐
1달러 지폐는 미국에서 가장 많이 사용되는 화폐 단위이며, 앞면에는 조지 워싱턴의 초상화가 그려져 있고, 길버트 스튜어트가 디자인하였다.

## 여러 가지 1달러 지폐들

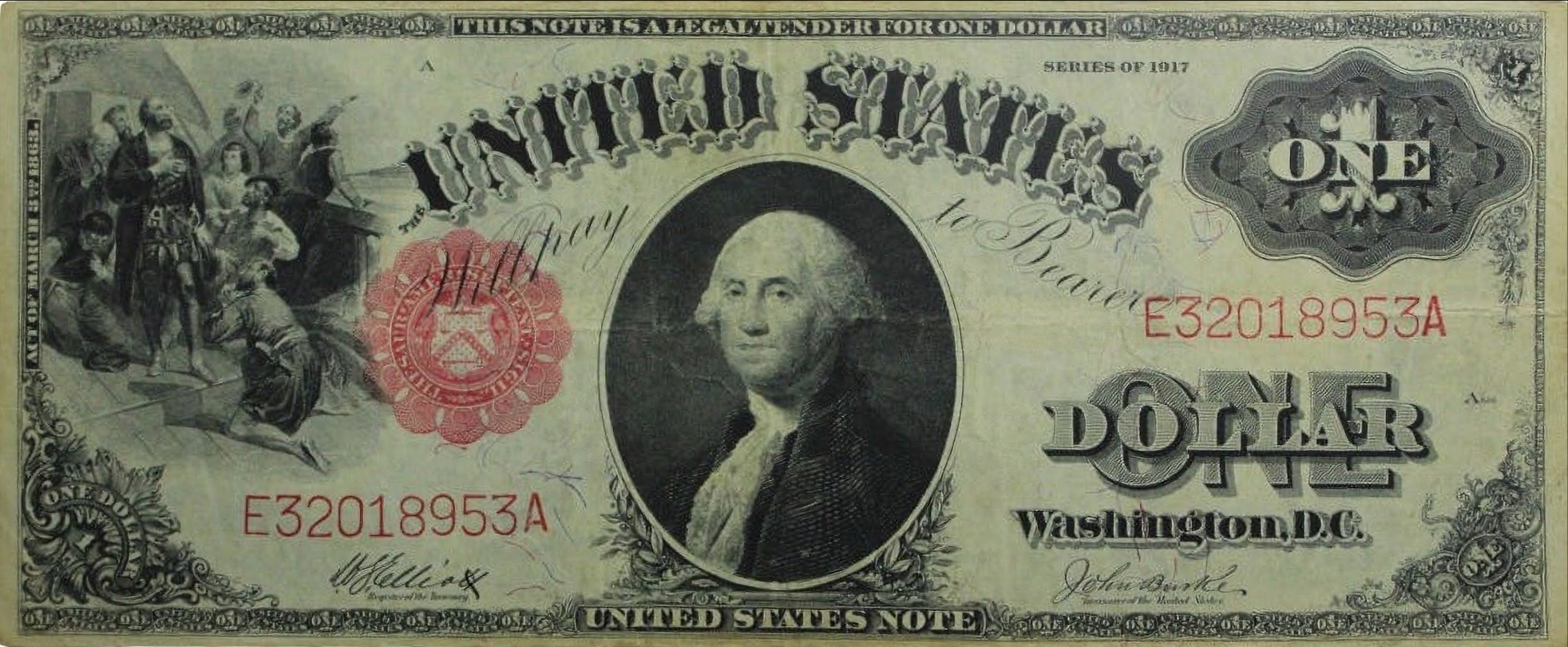
1917년 발행
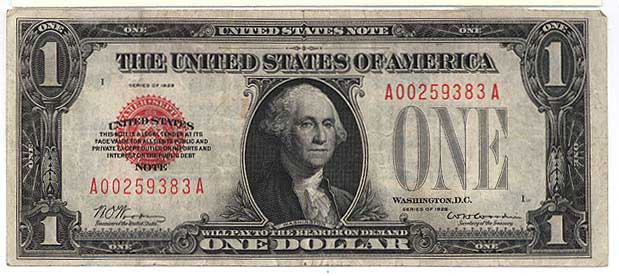
1928년 발행

## 같이 보기
- 미국 1달러 주화